# (2208) Pushkin
(2208) Pushkin es un asteroide que forma parte del cinturón exterior de asteroides y fue descubierto el 22 de agosto de 1977 por Nikolái Stepánovich Chernyj desde el Observatorio Astrofísico de Crimea, en Naúchni.

## Designación y nombre
Pushkin recibió inicialmente la designación de 1977 QL3.
Más adelante, en 1981, se nombró en honor del escritor ruso Aleksandr Pushkin (1799-1837).

## Características orbitales
Pushkin está situado a una distancia media de 3,496 ua del Sol, pudiendo alejarse hasta 3,608 ua y acercarse hasta 3,384 ua. Su inclinación orbital es 5,403 grados y la excentricidad 0,032. Emplea en completar una órbita alrededor del Sol 2388 días.

## Características físicas
La magnitud absoluta de Pushkin es 10,96. Tiene un diámetro de 38,31 km y se estima su albedo en 0,0497. Pushkin está asignado al tipo espectral D de la clasificación Tholen.